# أليكس ماكليتش
أليكس ماكليتش (بالإنجليزية: Alex McLeish)‏ (مواليد 21 يناير 1959) هو لاعب كرة قدم. يلعب مع منتخب اسكتلندا لكرة القدم. سبق له أن لعب في كأس العالم لكرة القدم مع منتخب بلاده.

## مسيرته الكروية
لعب أليكس ماكليتش خلال مسيرته الاحترافية مع ناديين في تسعة عشر موسمًا وسجل خلالها 25 هدفًا ضمن 496 مباراة. حيث فاز في خمسة مواسم بالكأس وفي ثلاثة مواسم بالدوري.
خاض أليكس ماكليتش مسيرته مع نادي أبردين في موسم 1977–78 ليلعب معه سبعة عشر موسمًا، مشاركًا في 493 مباراة سجل خلالها 25 هدفًا. ثم انتقل إلى نادي ماذرويل في موسم 1994–95 ولمدة موسمين، حيث شارك في 3 مباريات ولم يسجل أي هدف.

## روابط خارجية
- أليكس ماكليتش على موقع الاتحاد الدولي (مؤرشف)  (الإنجليزية)
- أليكس ماكليتش على موقع الاتحاد الإسكتلندي (الإنجليزية)
- أليكس ماكليتش على موقع قاعدة بيانات كرة القدم.إي يو (الإنجليزية)
- أليكس ماكليتش على موقع ناشيونال فوتبول تيمز (الإنجليزية)
- أليكس ماكليتش على موقع Soccerbase.com (مدرب) (الإنجليزية)
- أليكس ماكليتش على موقع كووورة